# Egen Kirke
Egen Kirke er en kirke i Egen Sogn i landsbyen Egen umiddelbart syd for den tidligere stationsby Guderup på Als i Sønderborg Kommune. Indtil Kommunalreformen i 1970 lå kirke og sogn i Als Nørre Herred (Sønderborg Amt).
Sydøst for kirken står et senmiddelalderligt klokkehus af eg.